# Dallas II
Dallas II − rekreacyjny samochód terenowy produkowany przez firmę Automobiles Dallas.